# Crystal Lake (musikgrupp)
Crystal Lake är ett japanskt metalcore-band från Tokyo som varit aktivt sedan 2002.

## Medlemmar

### Nuvarande
- Yudai Miyamoto - Sologitarr (2002-)
- Gaku Taura - Trummor (2021-, supportmedlem 2012-2021)
- Mitsuru - Bas (2021-, supportmedlem 2017-2021)
- Hisatsugu "TJ" Taji - Kompgitarr (2021-)
- John Robert Centorrino - Sång (2023-)

### Supportmedlemmar
- Bitoku Sakamoto - Bas (2014-2015, 2016-)

### Tidigare medlemmar
- Seiji Nagasawa - Bas (2002-2007)
- Kentaro Nishimura - Sång (2002-2011)
- Yusuke Ishihara - Trummor (2002-2012)
- Yasuyuki Kotaka - Bas (2007-2015)
- Teruki Takahashi - Bas (2015-2016)
- Shinya Hori - Kompgitarr (2002-2020)
- Ryo Kinoshita - Sång (2012-2022)

## Diskografi

### Studioalbum
- Dimension (2006)
- Into The Great Beyond (2010)
- The Sign (2015)
- True North (2016)
- Helix (2018)

### Split
- Blood of Judas (2004, Extinguish The Fire, Loyal To The Grave-split)
- 3 Way Split (2005, Risen, Unboy-split)
- Crystal Lake/Cleave (2008, Cleave-split)

### Ep
- Freewill (2003)
- Cubes (2014)

### Samlingsalbum
- The Voyages (2020)

### Singlar
- The Fire Inside/Overcome (2012)
- Apollo (2017)
- The Circle (2018)
- Watch Me Burn (2020)
- Curse (2021)